# Mihail Uram
Mihail Uram (ur. 20 czerwca 1924 w Budapeszcie, zm. ?) – węgierski piłkarz pochodzenia ukraińskiego, grający na pozycji lewego pomocnika.

## Kariera piłkarska

### Kariera klubowa
W 1945 rozpoczął karierę zawodniczą w Spartaku Użhorod. W 1947 wyjechał do Czechosłowacji, gdzie został piłkarzem ŠK Bratislava. Potem wyjechał do Włoch, gdzie bronił barw drużynie węgierskich emigrantów Hungária Rzym, skąd w 1949 przeszedł do pierwszoligowego włoskiego klubu Lucchese. W 1950 występował w klubie Spezia Calcio. W 1951 zakończył karierę piłkarską w kolumbijskim klubie Atlético Junior.

## Sukcesy i odznaczenia

### Sukcesy klubowe
- brązowy medalista Czechosłowacji: 1948